# 盤上の向日葵
『盤上の向日葵』（ばんじょうのひまわり）は、柚月裕子の長編ミステリ小説。2015年から2017年にかけて読売プレミアムに連載され、2017年8月21日に中央公論新社から刊行された。第15回本屋大賞で第2位にランクイン。　
遺留品の名駒を手掛かりに白骨死体事件の真相を追う2人の刑事の捜査と、奨励会を経ずに実業界からプロ棋士となった青年の半生を並行して描きつつ、山形・天童で「竜昇戦」に臨む青年に迫る。
2019年にNHK BSプレミアムにてテレビドラマ版が放送された他、2025年に映画版が公開予定。

## 登場人物
上条桂介（かみじょう けいすけ）
若手棋士。六段。東京大学卒で、外資系企業を経てIT企業を起業。会社を業界大手に育て上げた後売却して実業界から突如引退し、将棋界へ異例の転身をとげる。「炎の棋士」の異名を持つ。
佐野直也（さの なおや）
埼玉県警の新米刑事。かつて棋士を目指し奨励会に所属していた。
石破剛志（いしば つよし）
埼玉県警のベテラン刑事。たたき上げの辣腕。
壬生芳樹（みぶ よしき）
若手棋士。竜昇。14歳で四段昇進、18歳で初戴冠した天才で、そのルックスと語り口から多数のファンを獲得し将棋ブームを牽引する。「名人になるために生まれてきた男」と称される。
東明重慶（とうみょう しげよし）
真剣師。元アマ名人。二つ名は「鬼殺しのジュウケイ」。
唐沢光一朗（からさわ こういちろう）
長野・諏訪の元小学校教諭。小学生だった桂介に将棋を教え、その才能に気づく。
上条庸一（かみじょう よういち）
桂介の父親。味噌蔵で働く職人。賭け麻雀に嵌り生活費までつぎ込んでいる。
上条春子（かみじょう はるこ）
桂介の母親。故人。
兼埼元治（かねさき もとじ）
真剣師。二つ名は「鉈割り元治」。肝臓を患い引退。
角館銀次郎（つのだて ぎんじろう）
岩手の老舗旅館「語り部の宿」を営む愛棋家。東北一帯の真剣師と繋がりがある。
穂高篤郎（ほだか あつろう）
将棋酒場「王将」のマスター。元は一流企業の管理職だったが脱サラした。アマチュアの将棋の全国大会で都代表になった経歴を持つ。二つ名は「居飛車穴熊の穂高」。

## 書誌情報
- 柚月裕子（著）『盤上の向日葵』、中央公論新社、2017年8月21日発売、ISBN 978-4-12-004999-6[4]
- 『盤上の向日葵（上）』（2020年9月24日発売予定、中公文庫、ISBN 978-4-12-206940-4）
- 『盤上の向日葵（下）』（2020年9月24日発売予定、中公文庫、ISBN 978-4-12-206941-1）

## 漫画
2022年10月19日からコミックウォーカーとニコニコ静画の「COMIC_Hu」にてコミカライズされた。
作画は雨群、将棋監修は飯島栄治。

## テレビドラマ
NHK BSプレミアムの「プレミアムドラマ」にて2019年9月8日から9月29日まで放送された。連続4回。主演はNHK連続ドラマ初主演となる千葉雄大。
また、BS4Kにて2019年9月4日から9月25日まで毎週水曜20時40分 - 21時30分に先行放送された。
なお、原作による佐野が男性であるのに対し、テレビドラマでは女性に変更されている。

### キャスト
- 上条桂介：千葉雄大（幼少期：大江優成）
- 佐野直子：蓮佛美沙子[12]
- 石破剛志：大友康平[12]
- 上条庸一：渋川清彦
- 東明重慶：竹中直人[12]
- 唐沢光一朗：柄本明[12]
- 唐沢美子：檀ふみ
- 五十嵐智雄：堀部圭亮
- 鳥井樹：馬場徹
- 番組MC：山寺宏一
- 将棋解説者：加藤一二三
- 橘雅之：竹井亮介
- 壬生芳樹：笠松将
- 上条春子：橋本真実
- 矢萩充：中丸新将
- 横森誠治：阿南健治
- 幹本寛治：山本浩司
- 松本朝子：芳野友美
- 穂高篤郎：おかやまはじめ
- 菊田栄二郎：野添義弘
- 江波和平：小倉久寛
- 米内重一：森下能幸
- 兼埼元治：渡辺哲
- 角館銀次郎：田山涼成
- 須藤：七海智哉
- 矢口孝彦：松岡広大
- 広岡知美：伊藤かりん

### スタッフ
- 原作：柚月裕子『盤上の向日葵』（中央公論新社刊）
- 脚本：黒岩勉
- 音楽：佐久間奏
- 主題歌：鈴木雅之「ポラリス」（作詞・作曲：アンジェラ・アキ）
- 将棋監修：飯島栄治
- 制作統括：管原浩（NHK）、渋谷英史（The icon）
- プロデューサー：古林都子
- 撮影：初瀬康一
- 編集：山田典久
- 演出：本田隆一

### 放送日程
| 放送回 | 放送日  | 放送日  | サブタイトル   | ラテ欄                                     |
| 放送回 | BSP     | BS4K    | サブタイトル   | ラテ欄                                     |
| ------ | ------- | ------- | -------------- | ------------------------------------------ |
| 第1回  | 9月08日 | 9月04日 | 諏訪の神童     | 将棋技師と謎の事件 人気原作がついに!!      |
| 第2回  | 9月15日 | 9月11日 | 鬼殺しの弟子   | 伝説の真剣士と旅打ち 捜査の鍵を握る駒とは? |
| 第3回  | 9月22日 | 9月18日 | 殺意ある成功者 | 成功裏の宿命と殺意!?                       |
| 最終回 | 9月29日 | 9月25日 | 向日葵の棋士   | 竜昇戦最終局! 捜査の結末は?                |

| NHK BSプレミアム プレミアムドラマ                | NHK BSプレミアム プレミアムドラマ       | NHK BSプレミアム プレミアムドラマ                    |
| 前番組                                           | 番組名                                  | 次番組                                               |
| ------------------------------------------------ | --------------------------------------- | ---------------------------------------------------- |
| ベビーシッター・ギン! （2019年6月30日 - 9月1日） | 盤上の向日葵 （2019年9月8日 - 9月29日） | 令和元年版 怪談牡丹燈籠 （2019年10月6日 - 10月27日） |

## 映画
2025年10月31日に公開予定。監督は熊澤尚人、主演は坂口健太郎、共演に渡辺謙。

### キャスト（映画）
- 上条桂介：坂口健太郎
- 石破剛志：佐々木蔵之介[14]
- 宮田奈津子：土屋太鳳[15]
- 佐野直也：高杉真宙[14]
- 上条庸一：音尾琢真[14]
- 小野桜介[16]
- ジエン・マンシュー[16]
- 高川裕也[16]
- 永岡佑[16]
- 片岡礼子[16]
- 橋本淳[16]
- 吉澤健[16]
- 吉見一豊[16]
- 平埜生成[16]
- 兼埼元治：柄本明[14]
- 角舘銀次郎：渡辺いっけい[14]
- 壬生芳樹：尾上右近[14]
- 唐沢美子：木村多江[14]
- 唐沢光一朗：小日向文世[14]
- 東明重慶：渡辺謙

### スタッフ（映画）
- 原作：柚月裕子『盤上の向日葵』（中央公論新社）
- 監督・脚本：熊澤尚人[8]
- 音楽：富貴晴美[8]
- 主題歌：サザンオールスターズ「暮れゆく街のふたり」（タイシタレーベル / ビクターエンタテインメント）[17]
- 製作代表：髙𣘺敏弘、門屋大輔、野村英章、堤天心、舛田淳、佐々木利正、坂本裕寿、安部順一、奥村景二、井田寛[16]
- エグゼクティブプロデューサー：吉田繁暁[16]
- 企画：新垣弘隆[16]
- 企画・プロデュース：矢島孝[16]
- プロデューサー：石田聡子[16]
- アソシエイトプロデューサー：佐原沙知[16]
- 撮影：江原祥二[16]
- 照明：杉本崇[16]
- 美術：西村貴志[16]
- 録音：田中博信[16]
- 編集：熊澤尚人、杉本博史[16]
- 装飾：湯澤幸夫[16]
- 衣装：宮本まさ江[16]
- ヘアメイク：持丸あかね、廣瀬瑠美（坂口健太郎担当）[16]
- 音響効果：柴崎憲治[16]
- VFX Supervisor：村上優悦[16]
- VFX Producer：赤羽智史[16]
- スクリプター：松村陽子[16]
- 助監督：石川勝己[16]
- 製作担当：堀岡健太、村上俊輔[16]
- 音楽プロデューサー：高石真美[16]
- 宣伝プロデューサー：杉野淳、磯野翔太
- プロデューサー補：安藤央[16]
- プロダクションマネージャー：小松次郎[16]
- ラインプロデューサー：山田彰久[16]
- 助成：文化庁文化芸術振興費補助金（日本映画製作支援事業）独立行政法人日本芸術文化振興会
- 制作プロダクション：松竹撮影所[8]
- 制作協力：松竹映像センター
- 製作幹事・配給：松竹、ソニー・ピクチャーズ エンタテインメント[8]
- 製作：映画「盤上の向日葵」製作委員会（松竹、ソニー・ピクチャーズ エンタテインメント、トライストーン・エンタテイメント、U-NEXT、LINEヤフー、精美堂、読売新聞社、中央公論新社、日本出版販売、松竹ブロードキャスティング）